# Língua dusun
Dusun (Dusun:Boros Dusun) é a língua falada pelo povo Dusun de Sabah, Malásia.

## Dialeto oficial
Graças aos esforços da Associação Cultural Kadazandusun de Sabah, a língua kadazandusun padrão é o dialeto Bundu-liwan falado em Bundu (Sabah) e em Liwan (também em Sabah). A escolha do Dusun Bundu-liwan se baseou no fato de ser o dialeto mais mutualmente intelegível em relação aos demais.

## Alfabeto
A língua Dusun-Kadazan é escrita com o alfabeto latino, sem C, F, Q, X. Tal conjunto de 22 letras é chamado Pimato

## Estrutura
As frases Dusun seguem sempre a estrutura Verbo – Sujeito – Objeto;

## Amostra de texto
Genesis 1:1-3
Ontok di timpuun ih, tuminimpuun o Kinorohingan do minomonsoi do libabou om pomogunan. Orolot iti pomogunan om ingaa suang, om pointuong nokulumutan di rahat topuhod. Mintulud sunduan do Kinorohingan do hiri id soibau di waig. Om pomoros nodi o Kinorohingan do, "Nawau no" ka. Om haro nodi o tanawau. Om asanangan tomod o Kinorohingan do nokokitoh diri. Potongkiado no do Kinoingan ih tanawau do mantad hiri id totuong. Om pungaranai nodi do Kinorohingan do "dangadau" it anawau, om iri otuong nopo nga pinungaranan dau do "dongotuong". Haro di sosodopon, sinusuhut minsusuab – iri no o tadau kumoiso.
Português
No princípio criou Deus os céus e a terra. E a terra era sem forma e vazia; e havia trevas sobre a face do abismo; e o Espírito de Deus se movia sobre a face das águas. E disse Deus: Haja luz; e houve luz. E viu Deus que era boa a luz; e fez Deus separação entre a luz e as trevas. E Deus chamou à luz Dia; e às trevas chamou Noite. E foi a tarde e a manhã, o dia primeiro.
| Português | Dusun        |
| --------- | ------------ |
| um        | iso          |
| dois      | duo          |
| três      | tolu         |
| quatro    | apat         |
| cinco     | limo         |
| seis      | onom         |
| sete      | turu         |
| oito      | walu         |
| nove      | siam         |
| dez       | hopod        |
| onze      | hopod om iso |

### Externas
- «Fundação – Língua Kadazandusun»
- «Kadazandusun – Vocabulário online»
- «Numbers in dusun (Dynamic)»
- «Kadazan-dusun em Omniglot»
- «Duzun –Klf»
- «Duzun – Kdca»